# 芬巴·卡弗基
芬巴·卡弗基（1977/1978年—2023年4月19日）是一位愛爾蘭政治活動人物和軍事人物。在2000年代末和2010年代初，卡弗基積極參與環保組織「還殼於海」（Shell to sea），該運動反對在梅奧郡西北部建設輸油管道。2017年，卡弗基在加入人民保護部隊之前在敘利亞提供醫療援助，人民保護部隊是敘利亞民主力量的一個分支，與羅賈瓦結盟，並與伊斯蘭國作戰。2023年，卡弗基被發現身在烏克蘭與烏克蘭領土防衛國際軍團一起抵抗俄羅斯入侵。卡弗基於2023年4月19日在頓涅茨克州的巴赫穆特附近陣亡。

## 生平
卡弗基是愛爾蘭梅奧郡阿基爾島的本地人。在政治上，卡弗基是一名愛爾蘭共和主義者和社會主義者，他是2000年代末和2010年代初環保組織「還殼於海」成員，該運動反對在梅奧郡西北部建設輸油管道。
一些消息來源指出卡弗基曾是愛爾蘭陸軍預備役的成員。

## 事蹟

### 希臘和北馬其頓
2015年，卡弗基前往希臘科斯島，在歐洲移民危機中幫助難民。《愛爾蘭獨立報》的一名記者恰好也在現場報導並證實了卡弗基的存在，並報導指卡弗基後來與另一名愛爾蘭人一起前往希臘和北馬其頓的邊境繼續他的工作。

### 敘利亞
卡弗基在2017年春末抵達敘利亞。根據他自己的說法，他在抵達後的五週內被派遣到一個重型武器排，參與了拉卡市的戰鬥，當時拉卡市是伊斯蘭國的事實首都。在2017年6月，YouTube上出現了一段影片，其中卡弗基以庫爾德語化名「Çîya Demhat」接受了採訪。影片中，卡弗拉談及他參戰的動機：
我來到這裡是因為我欽佩庫爾德人民的奮鬥。我欽佩人民保護部隊及他們奮戰的方式。愛爾蘭人和庫爾德人的奮鬥之間有許多相似之處。我長期以來一直欽佩庫爾德人民為自己挺身而出，我希望能幫助他們實現這一點。這就是我來這裡的原因。我看到庫爾德人民的奮鬥和愛爾蘭的奮鬥之間有很多相似之處。兩者都是小國家，曾對抗強大的敵人，非常強大的敵人。庫爾德地區分散在四個國家之間，這些國家都非常強大，都曾可恥地對待庫爾德人民。人民保護部隊和愛爾蘭共和軍之間也有許多相似之處，他們都與強大的敵人作戰，這是我欽佩他們的原因之一，也是我來到這裡的原因之一。——2017年芬巴·卡弗基的訪問。

### 烏克蘭
卡弗基去烏克蘭的確實時間不詳，因為除家人之外他從未公開透露此事。《愛爾蘭時報》稱，卡弗基去世前已在烏克蘭待了大約一年，他主要與無政府主義者結盟的援助組織合作。烏克蘭左翼反獨裁組織「團結集體」（Solidarity Collectives）報告稱，他從波蘭運送人道援助和汽車到烏克蘭的前線。卡弗基在烏克蘭的存在是在他死後才成為公眾所知，當時證實他是在頓涅茨克州巴赫穆特附近的戰鬥中喪生的。一些報導指，卡弗基在巴赫穆特附近的一條重要供應路線的戰鬥中與俄羅斯無政府主義者德米特里·彼得羅夫（無政府共產黨人戰鬥組織的創始人）和美國公民安德魯·「哈里斯」·庫珀（前美國海軍陸戰隊成員和左翼組織者）並肩作戰時喪生。

#### 致敬
在卡弗基去世後，各個政治派別紛紛向他致以悼念。其中包括愛爾蘭副總理兼外交事務和國防部長米哈爾·馬丁的致敬，他表示：「對於芬巴的不幸離世，我向卡弗基家人致以最深切的慰問。顯然，他是一位擁有明確原則的年輕人。我們今天的思念和祈禱與他的家人同在。」

#### 俄羅斯駐愛爾蘭大使館聲明
在馬丁對卡弗基致以悼辭後，俄羅斯駐愛爾蘭大使館發表以下聲明：
我們注意到，在4月28日，副總理對芬巴爾·卡弗基的家人表達慰問，據報導指他在與烏克蘭軍隊對抗俄羅斯武裝部隊時身亡。馬丁先生稱他為「顯然他是一位擁有明確原則的年輕人」。每一條生命的喪失都令人感悲傷和遺憾。我們不知道芬巴·卡弗基是誰，除了他以某種原因在外國參與戰鬥。我們不知道他的原則是什麼。然而，我們確切知道的是，愛爾蘭政府和媒體對芬巴·卡弗基的死負有責任。政府和媒體一直在推動反俄羅斯的宣傳，歪曲烏克蘭衝突的真相，誤導像芬巴·卡弗基這樣的人。現在他們正在自食其果。我們也不知道馬丁先生的言論是否意味著支持愛爾蘭參與烏克蘭戰鬥，但我們知道，如果是這樣的話，愛爾蘭將成為衝突的直接參與者，並承擔由此產生的一切後果。
對於俄羅斯的聲明，引起了愛爾蘭廣泛的憤慨。愛爾蘭國會外交和國防事務委員會主席查理斯·弗拉納根（Charlie Flanagan）立即將其形容為「威脅、恐嚇和令人心寒」，並建議將駐愛爾蘭的俄羅斯外交官驅逐出境以回應這些言論。新芬黨議員路易絲·奧萊利（Louise O'Reilly）稱俄羅斯的聲明「惡劣」，而獨立議員湯瑪斯·普林格爾則稱該聲明為「絕對可恥」。人民先於利潤成員布里奇特·史密斯（Bríd Smith）和保羅·墨菲（Paul Murphy）兩人都通過「還殼於海」與卡弗基見過面，也對俄羅斯的聲明表示厭惡，但呼籲愛爾蘭政治人物不要被俄羅斯的言辭所挑釁。
針對俄羅斯的表態，芬巴的兄弟科爾姆發表聲明：
我兄弟芬巴一直以來都是公正、意志堅定且毫不畏懼的人。他反對所有形式的帝國主義，不論是美國、英國還是俄羅斯，並堅決反對愛爾蘭支持美軍和任何加入北約的舉措。他前往烏克蘭是為了幫助烏克蘭人民，就像他願意幫助世界上任何受到攻擊的人一樣。我愛他，並一直欽佩他那清晰而勇敢的眼光。